# Ollie Barbieri
Pour les articles homonymes, voir Barbieri.
Oliver "Ollie" Barbieri, né le 12 novembre 1991, est un acteur anglais notamment célèbre pour interpréter le rôle de JJ Jones dans les saisons 3 et 4 de la série télévisée britannique Skins.

## Biographie
Originaire de Bath, en Angleterre, il est issu d'une famille anglo-italienne.
Il étudie l'espagnol et s'intéresse aux langues étrangères. Il aime écouter du Drum and bass et il joue de la basse.

### Carrière
À la suite d'un pari avec un ami, il participe à une audition organisée à son école. En 2008, il est retenu pour jouer le rôle de JJ dans la saison 3 de Skins, son premier grand rôle en tant qu'acteur.

## Filmographie

### Cinéma
- 2011 : Anuvahood : Enrique
- 2017 : Blood Money : Reese

### Télévision
- 2009 : Skins : JJ Jones (saison 3 et 4)